# The Slave Market
The Slave Market è un film muto del 1917 diretto da Hugh Ford che aveva come interpreti Pauline Frederick, Thomas Meighan, Al Hart, Ruby Hoffman, Wellington A. Playter.
Di genere avventuroso, fu prodotto dalla Famous Players Film Company e distribuito dalla Paramount Pictures.
La sceneggiatura di Clara Beranger si basa su The Painted Woman, lavoro teatrale di Frederic Arnold Kummer andato in scena in prima a New York al Playhouse Theatre di Broadway il 5 marzo 1913.

## Trama
Ramona, la figlia del governatore di Port Royal, è in procinto di tornare a casa dalla Spagna dove è stata mandata a studiare. Conosce un giorno, per caso, John Barton, un soldato che le salva il suo animaletto di compagnia. L'uomo, uno squattrinato soldato di ventura, viene a sapere in una taverna dell'esistenza di un immenso tesoro, sepolto da qualche parte dal pirata Firebrand. Il pirata assale la nave che naviga verso Port Royal e che ha a bordo Ramona e Barton. La ragazza viene catturata e messa tra il bottino di Firebrand, Barton viene colpito e mandato fuoribordo. Anna, l'amante di Firebrand, si ingelosisce per la bellezza della nuova venuta che, invece, non accetta le "attenzioni" del pirata e, per questo, viene confinata in una cabina.
Guarito dalle sue ferite, Barton trova la cabina dove si trova Ramona ma la gelosa Anna denuncia i due al capitano pirata che si precipita nella cabina, tentando di forzare la giovane. Ramona si ribella e lo uccide. Anna, allora, per vendicarsi, suggerisce ai pirati di vendere la ragazza al mercato degli schiavi. Mentre Barton si mette alla ricerca del tesoro, Ramona viene portata al mercato dove la sua bellezza infiamma i desideri dei compratori che rilanciano le offerte per potersela aggiudicare. Barton, finalmente in possesso dell'agognato tesoro, giunge a cavallo per salvarla. In mezzo alla folla, riesce a sconfiggere i suoi rivali: salvata la ragazza, parte ora insieme a lei alla ricerca di un prete che li sposi.

## Produzione
Parte delle riprese del film, prodotto dalla Famous Players Film Company, vennero effettuate a Cuba.

## Distribuzione
Il copyright del film, richiesto dalla Famous Players Film Co., fu registrato il 27 dicembre 1916 con il numero LP9838.

Distribuito negli Stati Uniti dalla Paramount Pictures, il film uscì nelle sale cinematografiche il 1º gennaio 1917. In Danimarca, fu distribuito l'8 marzo 1920 con il titolo Slavinden.
Non si conoscono copie ancora esistenti della pellicola che viene considerata presumibilmente perduta.